# Enseignement supérieur en Iran

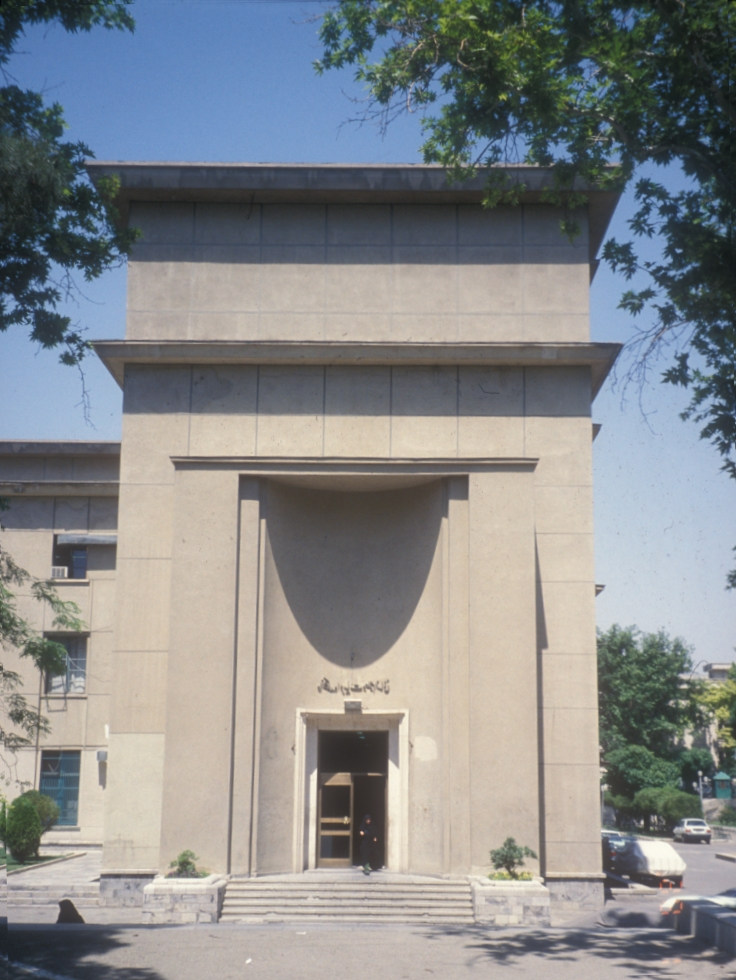
Faculté des lettres de l'université de Téhéran

L'Iran possède un grand réseau d'universités privées et publiques offrant des diplômes d'éducation supérieure. Les universités de l'état sont sous la direction du ministère des Sciences, de la Recherche et de la Technologie iranien (dans le cas des universités non-médicales), et du ministère de la Santé et de l'Éducation médicale (pour les écoles de médecine).

## Histoire
Abbas Mirza est le premier à envoyer des étudiants iraniens en Europe pour qu'ils y reçoivent une éducation occidentale. Il existe des exemples d'institutions académiques de sciences datant de l'Antiquité, dont des universités telles que la Nizamiyyah et l'Académie de Gundishapur, mais l'établissement d'universités basées sur le modèle occidental commence en 1851 avec la fondation du Dar-ol-Fonoun. Il est fondé grâce aux efforts du vizir royal, Mirza Taghi Khan Amir Kabir, qui veut former des experts iraniens dans de nombreux domaines scientifiques et technologiques.
La construction de la première université iranienne, au sens où on l'entend aujourd'hui, est proposée en 1928 par le physicien Mahmoud Hessaby. L'université de Téhéran rst conçue par l'architecte français André Godard et construite en 1934. C'est actuellement la plus grande université iranienne, comptant 32 000 étudiants.

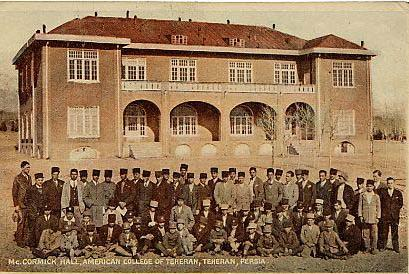
Le McCormick Hall de l'École américaine de Téhéran, c. 1930

Quant à la médecine, Joseph Cochran est le premier à fonder une école professionnelle, en 1878. On lui attribue souvent la création de "la première école médicale contemporaine" de l'Iran, ainsi que la fondation de l'un des premiers hôpitaux modernes du pays, Westminster Hospital, à Orumieh. La faculté de médecine que Cochran crée à l'université d'Orumieh se remplit de plusieurs autres Américains, dont les médecins Wright, Homlz, Van Nourdon et Miller. Ils sont tous enterrés à Orumieh. Samuel M. Jordan (qui laisse son nom à une avenue de Téhéran), est directement responsable de l'expansion de l'École américaine de Téhéran.

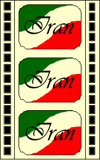
Cliquez ICI pour visionner un court film sur l'université de Téhéran

Après l'université de Téhéran, d'autres établissements voient le jour dans le pays, et le shah Mohammed Reza Pahlavi initie des projets de construction de plusieurs écoles sur le modèle américain. Ainsi, l'université de Chiraz (à l'époque appelée l'Université Pahlavi), prend pour modèle l'université de Pennsylvanie, et l'université de technologie de Sharif sur le Massachusetts Institute of Technology. Certaines universités, dont celle d'Orumieh, sont même fondées par des Américains. La révolution iranienne de 1979 met fin aux collaborations entre l'Iran et les États-Unis.
Le ministère de l'Éducation supérieure, qui s'occupe de toutes les institutions d'éducation supérieure en Iran, est fondé en 1967. En 1980, tout le système d'éducation supérieure fut bouleversé par la révolution culturelle iranienne, initiée par l'Ayatollah Rouhollah Khomeini.
En 1986 le ministère de l'Éducation supérieure place les écoles de médecine sous la direction du ministère de la Santé pour optimiser l'usage des ressources médicales dans le pays et pour rendre l'apprentissage et la recherche dans le domaine de la médecine plus efficace.
Après la guerre Iran-Irak, plusieurs universités sont créées, ainsi que des programmes de doctorat dans les anciennes universités. Le nombre d'étudiants à l'université est aujourd'hui six fois plus important qu'en 1979, année de la révolution. Cette augmentation pose le débat de l'utilité de l'examen d'entrée à l'université.

## Universités et classements
L'Iran compte 2,2 millions d'étudiants dans ses universités en 1994. À cette date, il existe plus de 700 universités publiques et privées, ainsi que 51 écoles publiques de médecine ; et 94 écoles privées de médecine dans le cadre de l'Université libre islamique. C'est vers elles que se dirigent en priorité les étudiants qui passent l'examen d'entrée à l'université, et ce sont elles qui ont les programmes les plus larges et les plus prestigieux. Il existe également 289 importantes universités privées. Mais aujourd'hui il y a 2569 universités  en Iran. A cette liste, il faut ajouter les 609 écoles supérieurs.
La compétition entre les établissements est intense, mais l'université de technologie de Sharif est généralement considérée la meilleure en matière d'ingénierie et de physique, tandis que l'université de Téhéran est la référence pour ce qui concerne la biologie et les sciences humaines.
Si on s'intéresse au nombre de thèses publiées, le classement en 2005 était le suivant :
1. Université de Téhéran
2. Université Sharif de technologie
3. Université de Shiraz
4. Université technologique d'Isfahan
5. Polytechnique de Téhéran

Et les domaines des thèses :
1. Chimie
2. Médecine
3. Génie
4. Physique

Toutefois, aucune de ces universités n'est mentionnée dans le Classement académique des universités mondiales par l'université Jiao Tong de Shanghai, ni dans le classement des 50 meilleurs universités au monde du Times Higher Education Supplement. Les autorités iraniennes n'accordent aucune considération à ces classements et soutiennent que l'"Iran est troisième en science et technologie en Asie, après le Japon et la Turquie". Cet excès de confiance pourrait à l'avenir s'avérer justifié, l'Iran observant une augmentation dans le nombre de publications de recherche entre 1995 et 2004 très importante, se plaçant au premier rang mondial devant la Chine.[réf. nécessaire]
Ci-dessous le classement des écoles de médecine :
1. Université des sciences médicales de Téhéran[16]
2. Université des sciences médicales Shahid Beheshti[17]
3. Université des sciences médicales de Mashad[18]
4. Université des sciences médicales d'Iran
5. Université des sciences médicales de Shiraz

Dans toutes ces institutions ― sauf les privées, comme celles faisant partie de l'université islamique Azad ― les frais de scolarité et de logement sont majoritairement à la charge du gouvernement. Les universités elles-mêmes fonctionnent essentiellement avec l'argent de l'état. Il existe aussi des institutions telles que l'université Payam-e Nour qui dispensent des cours à distance.
Certains établissements délivrent des diplômes conjointement avec des universités européennes. Par exemple, l'Institut d'études supérieures en sciences fondamentales de Zanjan envoie ses étudiants et ses professeurs au Centre international de physique théorique de Trieste en Italie pour y assister à des ateliers, des séminaires et des cours d'été. Le gouvernement iranien offre des bourses très compétitives aux candidats prometteurs pour poursuivre des études de doctorat au Royaume-Uni.

## La«fuite des cerveaux»
L'Iran est le pays où la fuite de cerveaux est la plus prononcée. La CIA estime que 79,4 % de la population iranienne (de 15 ans et plus) peut lire et écrire. Une grande majorité approche l'âge du début des études supérieures. On estime que presque 150 000 d'entre eux quittent l'Iran chaque année.
Toutefois, le phénomène de la fuite des cerveaux n'est pas une nouveauté en Iran. Peu après la révolution iranienne, tout le système d'études supérieures fut fermé pour plus d'un an et complètement changé. L'Ayatollah Khomeini répondit ainsi aux rapports du début d'une fuite de cerveaux :
«  On parle de fuite des cerveaux, laissez fuir sans regret ces cerveaux décadents. Ne les regrettez pas et qu'ils aillent à la recherche des conceptions qui leur plaisent. Chaque cerveau rempli de ce que vous appelez la science est-il honorable ? Devons-nous nous lamenter parce qu'un cerveau s'est enfui ? Nous inquiéter de ces cerveaux qui ont fui en Angleterre et aux États-Unis ? Que ces cerveaux s'enfuient et que des cerveaux corrects prennent la relève. Maintenant qu'on veut faire le tri, vous vous inquiétez parce qu'on exécute des gens ? Pourquoi discutez-vous ainsi au sujet des cerveaux décadents de ces êtres en perdition ? Pourquoi remettez-vous l'Islam en question ? Ces cerveaux s'enfuient ? Qu'ils s'enfuient. Qu'ils aillent au diable. Ce n'étaient pas des cerveaux scientifiques. Il vaut mieux qu'ils s'en aillent. Ne les regrettez pas. Il faut qu'ils partent, qu'ils s'enfuient. Il n'y a plus de place pour eux. Ces cerveaux qui s'enfuient ne nous sont d'aucune utilité. Laissez-les s'enfuir. Si vous considérez que votre place n'est pas ici, enfuyez-vous aussi. »
La fuite des cerveaux continua pendant la guerre Iran-Irak, et immédiatement après il y eut une période de calme relative, rompue par l'incursion des autorités religieuses dans le domaine universitaire, le dernier bastion des réformistes iraniens. En novembre 2005 un religieux devint président de l'université de Téhéran, remplaçant le Docteur Faraji-dana. Hojjatol Eslam Abbasali Amid Zajani ne détient aucun diplôme académique et est connu pour ses liens avec l'Ayatollah Khomeini. C'est la première fois que l'établissement religieux iranien remplace les académiques dans les plus hauts postes d'une institution d'études supérieures. Il a toutefois écrit plusieurs livres et servi d'expert en jurisprudence islamique à la faculté de droit.
La fuite des cerveaux de l'Iran est souvent le sujet d'enquêtes de la part des médias nationaux et étrangers. Certains blâment le marché de travail difficile (déclenché par les sanctions économiques selon certains), tandis que d'autres pointent du doigt une société de plus en plus rigide. En 2006, le président iranien a promis d'éradiquer toutes "les influences libérales et séculaires" des universités.
Un reportage du Washington Prism publié en janvier 2006 affirme que le Fonds monétaire international considère que l'Iran est en tête de la liste des pays en voie de développement qui souffrent de la fuite des cerveaux, et estiment le nombre d'iraniens qui émigrent à 150 000 par an. L'IRNA, pour sa part, l'estime à 200 000.
En dépit de la situation actuelle et de l'isolement technologique et industrielle de l'Iran dû à la politique du dernier quart de siècle, le pays maintient de hauts niveaux d'éducation et de recherche dans ses grandes universités. Les étudiants iraniens continuent à gagner des concours et des tournois techniques de robotique, d'informatique et d'autres domaines scientifiques chaque année, et ils continuent à publier les résultats de leurs recherches dans des publications techniques malgré leurs ressources de plus en plus limitées.
Pour être accepté dans une université, les étudiants doivent passer un examen national d'entrée en université, qui a lieu une fois par an. Environ deux millions de candidats s'y présentent chaque année, mais seulement 100 000 sont acceptés (soit 5 %). Il faut être classé dans les 5 000 meilleurs pour étudier dans les meilleures universités (dans les 100 meilleurs pour entrer dans une école de médecine de Téhéran).
La compétition exacerbée crée un climat de tension entre les candidats. Une partie importante des meilleurs étudiants finissent finalement par émigrer en Europe occidentale ou en Amérique du nord après leurs études à cause de l'incapacité de leur pays natal de les faire entrer sur le marché du travail. La majorité des meilleurs enseignants et spécialistes iraniens vivent en dehors de l'Iran pour la même raison. Le ministère de la Culture et de l'Enseignement supérieur de l'Iran estime qu'environ 50 000 iraniens étudient à l'étranger.

## Bibliothèques en Iran
De grandes bibliothèques ont existé en Iran tout au long de son histoire. On peut mentionner la bibliothèque de l'Académie de Gundishapur, ou encore la bibliothèque royale de la cour Samanide, à laquelle Avicenne avait un accès privilégié.
Le premier prototype iranien d'une bibliothèque nationale moderne fut celle de Dar-ol Fonoun, fondé en 1851 ; une bibliothèque appelée la Bibliothèque de la Nation fut fondée à Téhéran en 1899. Et finalement, la Bibliothèque nationale de l'Iran fut inaugurée en 1937.
Aujourd'hui, les plus grandes bibliothèques du pays sont :
- la Bibliothèque nationale de l'Iran (Téhéran)
- la Bibliothèque centrale d'Astan Quds Razavi (Mashhad)
- la Bibliothèque nationale de Tabriz (Tabriz)
- la Bibliothèque nationale Malek (Téhéran)
- la Bibliothèque Ayatollah Marashi Najafi[27] (Qom)
- la Bibliothèque du parlement[28], et
- la Bibliothèque régionale des sciences et technologies de Shiraz[29] (Shiraz)

#### Officiels
- (fa) Site du Ministère des sciences, de la recherche et de la technologie
- (fa + en) Site du Ministère de santé et d'éducation médicale
- (fa + en) Site de l'Académie des sciences de la république islamique d'Iran
- (fa) Organisation d'éducation de Téhéran (Amuzesh Parvaresh)
- (fa) Académie de langue et littérature perse de la république islamique d'Iran
- (en) Académie des sciences médicales de la république islamique d'Iran
- (fa + en) Organisation iranienne du patrimoine et du tourisme
- (fa + en) Centre de l'information et documentation scientifique d'Iran
- (fa + en) Bureau de la coopération technologique
- (fa + en) Initiative nanotechnologique iranienne

#### Autres
- (en) Article sur la diaspora iranienne aux États-Unis
- (en) Iranian Hawk Swoops on Universities to Crush Dissent, The Guardian
- (fa) Atelier de biotechnologie à distance

- (en) Cet article est partiellement ou en totalité issu de l’article de Wikipédia en anglais intitulé « Higher education in Iran » (voir la liste des auteurs).